# Hohes Elbufer zwischen Tesperhude und Lauenburg
Das Hohe Elbufer zwischen Tesperhude und Lauenburg ist ein Naturschutzgebiet in den schleswig-holsteinischen Städten Geesthacht und Lauenburg/Elbe sowie der Gemeinde Schnakenbek im Kreis Herzogtum Lauenburg.

## Allgemeines
Das rund 455 Hektar große Naturschutzgebiet ist unter der Nummer 142 in das Verzeichnis der Naturschutzgebiete des Ministeriums für Landwirtschaft, Umwelt und ländliche Räume eingetragen. Es wurde 1993 ausgewiesen (Datum der Verordnung: 12. Januar 1993). Zuständige untere Naturschutzbehörde ist der Kreis Herzogtum Lauenburg.

## Beschreibung
Das Naturschutzgebiet liegt am Nordufer der Elbe und erstreckt sich auf rund neun Kilometern Länge zwischen dem Geesthachter Ortsteil Grünhöf-Tesperhude und der Stadt Lauenburg/Elbe. Es ist Bestandteil des FFH-Gebietes „Elbe mit Hohem Elbufer von Tesperhude bis Lauenburg mit angrenzenden Flächen“ und des Biosphärenreservats „Flusslandschaft Elbe“.
Das Gebiet stellt das Elbvorland und den nach Süden abfallenden Steilhang des Elbeurstromtals unter Schutz. Die in die Elbe hineinreichenden Buhnen mit den dazwischenliegenden Flachwasserbereichen sowie ein Teil des Flusslaufes sind in das Naturschutzgebiet einbezogen. Das Naturschutzgebiet wird von der Elbe sowie dem nördlich angrenzenden Steilhang geprägt. Der quellreiche Steilhang ist überwiegend bewaldet. Hier wechseln sich lichte Hangwälder, in denen u. a. Traubeneiche, Kiefer, Feldulme und Wildbirne wachsen, mit Buchen- und Quellwäldern ab. Daneben sind Rutschhänge zu finden. In tief eingegrabenen Schluchten wachsen Eichen-Trockenwälder. Der Uferbereich der Elbe wird von wechselnassen Staudenfluren, Röhrichten und Weidengebüschen gesäumt, an die sich naturnahe Weichholzauen mit Purpurweiden und Schwarzpappeln anschließen.
Das Naturschutzgebiet dient zahlreichen Tieren und Pflanzen als Lebensraum. So kommen hier u. a. Fluss- und Meerneunauge und Rapfen vor. Die Zauneidechse und andere Reptilien sind ebenso heimisch wie zahlreiche Amphibien, Vögel und Fledermausarten. Auch der Biber kommt hier wieder vor.
Südlich von Schnakenbek liegt die Ertheneburg, eine ehemalige, mittelalterliche Befestigungsanlage, innerhalb des Naturschutzgebietes. Das Naturschutzgebiet ist auf mehreren Wegen zugänglich. Der Elberadweg verläuft zwischen Geesthacht und Lauenburg durch das Schutzgebiet.